# Octoknema dinklagei
Octoknema dinklagei är en tvåhjärtbladig växtart som beskrevs av Adolf Engler. Octoknema dinklagei ingår i släktet Octoknema och familjen Octoknemaceae. Inga underarter finns listade i Catalogue of Life.